# روابط سنگاپور و مالزی
روابط سنگاپور و مالزی (انگلیسی: Malaysia–Singapore relations)به روابط دو جانبه بین مالزی و سنگاپور، بعد از اخراج سنگاپور از مالزی در سال ۱۹۶۵، اشاره دارد. سنگاپور دارای دفتر کمیسیون عالی در کوالا لامپور و یک سرکنسولگری در جوهر بهرو است، در صورتیکه مالزی دارای یک دفتر کمیسیون عالی در سنگاپور می‌باشد. هر دو کشور عضو کامل اتحادیه کشورهای مشترک‌المنافع و آسه‌آن هستند.